# Otar Czerkezia
Otar Czerkezia (gruz. ოთარ ჩერქეზია, ur. 26 września 1933, zm. 2004) – radziecki i gruziński polityk, przewodniczący Rady Ministrów Gruzińskiej SRR w latach 1986-1989.
Członek KPZR od 1955, w 1956 ukończył Gruziński Instytut Politechniczny. Od 1956 kierownik jednego z wydziałów KC Komsomołu Gruzińskiej SRR, od 1961 I sekretarz KC Komsomołu Gruzińskiej SRR, od 1967 I sekretarz Komitetu Rejonowego Komunistycznej Partii Gruzji, od 1970 kierownik wydziału KC KPG, od 1973 zastępca, następnie I zastępca przewodniczącego rady Ministrów Gruzińskiej SRR. Od 11 kwietnia 1986 do 29 marca 1989 przewodniczący Rady Ministrów Gruzińskiej SRR. Deputowany do Rady Najwyższej ZSRR 11 kadencji. Od listopada 1989 kierownik wydziału Sekretariatu Rady Najwyższej ZSRR.